# World2Fly
World 2 Fly S.L.U., más conocida como world2fly (IATA: 2W, OACI: WFL, e indicativo BLUE WORLD) es una aerolínea comercial y chárter española fundada en 2020, propiedad del Grupo Iberostar a través de su división de viajes World2Meet.
Actualmente posee una filial portuguesa, World2Fly Portugal. Recibió el primer Airbus A350 alquilado de Air Lease Corporation (ALC) el 7 de junio de 2021, en vuelo ferry Toulouse Blagnac-Madrid, y en mayo de 2022 el segundo avión, reforzando y ampliando la capacidad de operaciones de su flota.

## Destinos
Todos los vuelos de World2Fly con destino o llegada el Aeropuerto de Madrid-Barajas, se ubican en la Terminal 4. 
La aerolínea vuela a los siguientes destinos:
| Países               | Destinos      | Aeropuertos                                        | Notas                 | Ref   |
| -------------------- | ------------- | -------------------------------------------------- | --------------------- | ----- |
| Colombia             | Cali          | Aeropuerto Internacional Alfonso Bonilla Aragón    |                       | [ 1 ] |
| Cuba                 | La Habana     | Aeropuerto Internacional José Martí                |                       | [ 2 ] |
| Eslovaquia           | Bratislava    | Aeropuerto de Bratislava-Milan Rastislav Štefánik  | Chárter estacional    |       |
| España               | Madrid        | Aeropuerto Adolfo Suárez Madrid-Barajas            | Centro de operaciones |       |
| Estados Unidos       | Orlando       | Aeropuerto Internacional Sanford                   | Finalizado            | [ 3 ] |
| Mauricio             | Port Louis    | Aeropuerto Internacional Sir Seewoosagur Ramgoolam | Estacional            |       |
| México               | Cancún        | Aeropuerto Internacional de Cancún                 |                       | [ 4 ] |
| República Checa      | Praga         | Aeropuerto de Praga                                | Chárter estacional    |       |
| República Dominicana | La Romana     | Aeropuerto Internacional de La Romana              |                       |       |
| República Dominicana | Punta Cana    | Aeropuerto Internacional de Punta Cana             |                       | [ 5 ] |
| República Dominicana | Santo Domingo | Aeropuerto Internacional Las Américas              |                       | [ 6 ] |
| Tanzania             | Zanzíbar      | Aeropuerto Internacional de Zanzíbar               | Chárter estacional    | [ 7 ] |
| Turquía              | Estambul      | Aeropuerto de Estambul                             | Chárter estacional    | [ 7 ] |
| Uzbekistán           | Taskent       | Aeropuerto Internacional de Taskent                | Chárter estacional    | [ 8 ] |
| Uzbekistán           | Urgench       | Aeropuerto Internacional de Urgench                |                       | [ 8 ] |

## Flota

### Flota actual
A julio de 2025, la flota actual de World2Fly consiste en las siguientes aeronaves con un promedio de 8.5 años de antigüedad:
| Avión           | En servicio | Órdenes | Pasajeros | Notas                                                                                      |
| --------------- | ----------- | ------- | --------- | ------------------------------------------------------------------------------------------ |
| Airbus A330-300 | 3           | —       | 388       | 1 operado por World2Fly Portugal.                                                          |
| Airbus A350-900 | 3           | —       | 432       | Un avión arrendado a Corendon Dutch Airlines. Un avión originalmente destinado a Aeroflot. |
| Total           | 6           | —       |           |                                                                                            |

### Flota histórica
World2Fly contó con los siguientes aviones:  
| Avión           | Total | Introducido | Retirado | Matrícula | Notas                            |
| --------------- | ----- | ----------- | -------- | --------- | -------------------------------- |
| Airbus A330-300 | 1     | 2021        | 2021     | EC-LXR    | Transferido a World2Fly Portugal |